# ピクロス2
『ピクロス2』は、1996年10月19日に日本の任天堂から発売されたゲームボーイ用パズルゲーム。

## 概要
同社による『ピクロスシリーズ』のゲームボーイ用ソフト第2作目。スーパーゲームボーイを使用することで2人協力プレイにも対応。問題は30×30マスの絵が4分割された15×15マスで、4つ全て解くことで1つの絵を完成させる方式。4分割された物をそれぞれ一つとして数えれば800問以上を収録していることになり、シリーズ中もっともボリュームの多い作品となっている。
開発はクリーチャーズおよびジュピターが行い、スタッフは前作であるスーパーファミコン用ソフト『マリオのスーパーピクロス』（1995年）から引き続きプロデューサーは川口孝司および中山誠、ディレクターは石原恒和、プログラマーは緒方旗生、音楽は上野利幸が担当している。
2000年にニンテンドウパワーの書き換え用ソフトとして発売された他、2012年にニンテンドー3DS用のバーチャルコンソール対応ソフトとして配信されている。

## ステージ構成
- 「マリオのピクロス」「ワリオのピクロス」はそれぞれ10ステージ。1つのステージごとに8問配置されており、どれから解いても良い。
- 全て解くことで9問目(案内のアイコン)が出現する。
- フィールドごとに一度もゲームオーバーにならず、ギブアップもせずにクリアすると、隠し問題の10問目が出現する（さらに、ワリオのピクロスの場合は時間制限「なし」では出現せず、「あり」にしておく必要がある）。一度でも失敗した場合、セーブデータを消去してやり直さない限り二度と登場しない。ただし、10問目が出現した状態(または案内のアイコンが表示されている状態)でそのステージ内のある問題を失敗しても10問目が消えることはない。
- 前述の通り、ステージクリアのためには出現した全ての問題を解く必要がある。そのため、10問目を出現させてしまうと、その10問目をスルーすることが出来ない。
- 上記の10問目も含め、全ての問題をクリアすると、セーブデータが「COMPLETE!!」という表示になる。

### やさしいピクロス
15×15マスの問題が10問設置された初級モード。比較的易しい問題のみが収録されている。クリアする必要はない。
- セーブデータ選択画面では、ステージ0扱いとなる。
- ルールはマリオのピクロスと同様。また、同内容のワリオ版は存在しない。

### マリオのピクロス
探検家（考古学者）に扮したマリオが森林や遺跡などのフィールドを歩いて解いていく中級モード。
- 1ステージ目をクリアすることで「ワリオのピクロス」が出現する。
- 1～3ステージは、分割された4枚のピクロスそれぞれに30分の制限時間が設けられる。ワリオの場合は制限時間「あり」で同様の仕様になる。
- 4ステージ目以降は、制限時間が4枚で共通になり、合計90分で解かなければならない。ワリオの場合は制限時間「あり」で同様の仕様になる。
- 7ステージ目以降は、上記に加え問題を解いた時の判定が発生せず、ブロックの数が一致しているか確認し、自分で解いたと判断して画面を切り替える必要がある。ワリオも同様。

### ワリオのピクロス
探検家の帽子をかぶったワリオが街や地下道などのフィールドを歩いて解いていく上級モード。
- ヒントルーレットがなく、間違った部分を削っても残り時間が減算されない（従って完成するまで正解しているかどうかが分からない）。[1]
- 代わりに黒マスの「試し置き」ができる。
- ワリオのピクロスが登場すると、タイトル画面のシルエットがワリオに変化する。
- 制限時間を「あり」にしていると、上記のマリオのピクロスの制限時間の特徴が適用される。

### クイックピクロス
3ステージごとに登場するミニゲーム。8×8マスの問題に隠された文字を一字ずつ解き、文章を完成させる。制限時間以内に文章を完成させられないとゲームオーバー。
- 解いている問題の文字が途中で分かった場合はその場で問題を中止して正解を当てることもできる。制限時間の節約になるが、間違えると制限時間を減らされてしまう。
- 文章の冒頭は「しょうねんよ〜」や「マリオとルイージはいつもなか〜」など続きが連想しやすい内容になっているが、実はミスリードになっており、問題を解かずに文字を入力すると間違う可能性も高い。
- 文章は1回目・2回目・3回目で別々のテーブルを使用するが、マリオとワリオでは共通。文章パターンも少ないため、覚えれば問題を一切解かずに文章だけ入力してクリアすることも可能。
- 問題を次から次へと解くルールをわんこそばになぞらえ、画面右上ではマリオ（ワリオ）が蕎麦を食べる。マリオでは探検家姿のピーチ、ワリオでは何者かの手が蕎麦を渡す。

### 最終問題
マリオ、ワリオそれぞれに一つだけ用意されている、30×30マスの問題が4つ繋がった60×60の超大型ピクロス。
- 4つの30×30問題を一つずつ解いていく。
- タイムは個別に記録される。
- 制限時間は更にシビアになり、30×30問題はそれぞれ30分以内に解かなければならない。
- 4つ全て解けていない間は、表示される絵の名前は「?」になる。

## スタッフ
- エグゼクティブ・プロデューサー：山内溥
- スーパーバイザー：宮本茂
- プロデューサー：川口孝司、中山誠
- ディレクター：石原恒和
- メイン・プログラマー：緒方旗生、北脇啓
- プログラミング・アシスタント：たけもとひろし、河原林洋行
- スクリーン・グラフィック・デザイナー、パズル・コーディネーター：目黒徳親
- サウンド・プログラマー、音楽：上野利幸
- パズル・デザイナー：目黒徳親、栗林勝、田中挙、黒岩誠司
- パッケージ&マニュアル・デザイナー：井上泰夫
- コーディネーター：原田貴裕、うえだまさに、赤間淳一
- スペシャル・サンクス：菱田達也、うたしろまさとし、こはらゆり

## 評価
ゲーム誌『ファミコン通信』の「クロスレビュー」では合計23点（満40点）、『ファミリーコンピュータMagazine』の読者投票による「ゲーム通信簿」での評価は以下の通り、22.4点（満30点）となっている。
| 項目 | キャラクタ | 音楽 | お買得度 | 操作性 | 熱中度 | オリジナリティ | 総合 |
| 得点 | 3.6        | 3.6  | 3.9      | 3.7    | 4.1    | 3.5            | 22.4 |